# Ceraeochrysa pseudovaricosa
Ceraeochrysa pseudovaricosa is een insect uit de familie van de gaasvliegen (Chrysopidae), die tot de orde netvleugeligen (Neuroptera) behoort. 
Ceraeochrysa pseudovaricosa is voor het eerst wetenschappelijk beschreven door Penny in 1998.